# Jet Award
Pour les articles homonymes, voir Award.
Le Jet Award est une récompense décernée depuis la saison 2011 au meilleur joueur de football américain de niveau universitaire évoluant au poste de punt returner au sein de la Division I FBS de NCAA.
Le nom de ce trophée fait référence au vainqueur du Trophée Heisman 1972, Johnny "The Jet" Rodgers.
Le 29 mars 2012, le premier trophée est décerné à Joe Adams.
À partir de la cérémonie 2012, le Jet Rodgers Award récompense rétroactivement également le meilleur punt returner d'une ancienne décennie (en commençant par les années 1959-1969, 1960-1970 et ainsi de suite).

## Palmarès
| Saisons | Joueurs              | Équipes                                 |
| ------- | -------------------- | --------------------------------------- |
| 2011    | Joe Adams            | Razorbacks de l'Arkansas                |
| 2012    | Tavon Austin         | Mountaineers de la Virginie-Occidentale |
| 2013    | Ty Montgomery        | Cardinal de Stanford                    |
| 2014    | Tyler Lockett        | Wildcats de Kansas State                |
| 2015    | Christian McCaffrey  | Cardinal de Stanford                    |
| 2016    | Adoree' Jackson (en) | Trojans d'USC                           |
| 2017    | Dante Pettis (en)    | Huskies de Washington                   |
| 2018    | Savon Scarver (en)   | Aggies d'Utah State                     |
| 2019    | Joe Reed (en)        | Cavaliers de la Virginie                |
| 2020    | Avery Williams (en)  | Broncos de Boise State                  |

## Lauréats honorifiques
| Saisons | Lauréats                    | Équipes                     |
| ------- | --------------------------- | --------------------------- |
| 1959    | Billy Cannon                | Tigers de LSU               |
| 1960    | Pat Fischer (en)            | Cornhuskers du Nebraska     |
| 1961    | Paul Allen                  | Cougars de BYU              |
| 1970    | Joe Washington              | Sooners de l'Oklahoma       |
| 1974    | Rick Upchurch (en)          | Golden Gophers du Minnesota |
| 1975    | Billy "White Shoes" Johnson | Pride de Widener (en)       |